# Assumpció Laïlla i Jou
Assumpció Laïlla i Jou (Barcelona, 3 d'octubre de 1975) és psicopedagoga, infermera i política catalana, diputada al Parlament de Catalunya en diverses legislatures.
Llicenciada en psicopedagogia per la Universitat Ramon Llull i diplomada en infermeria per la Universitat de Barcelona, ha treballat com a infermera i com a psicopedagoga a l'hospital de Sant Joan de Déu (1997-2003), i del 2003 ençà hi treballa com a supervisora d'infermeria. També des del 2003 exerceix la docència, com a professora adscrita, a l'Escola Universitària d'Infermeria de Sant Joan de Déu. És membre del Col·legi Oficial d'Infermeres i Infermers de Barcelona.
És membre de l'associació cultural Seguem Cadenes i de l'associació donesjoves.cat. Militant d'Unió Democràtica de Catalunya (UDC) i de la Unió de Joves des del 1998, és presidenta d'UDC del barri de Sarrià de Barcelona des del 2002 i presidenta de la Unió de Joves des del 2004. Fou consellera nacional d'UDC i de Convergència i Unió (CiU) per la Unió de Joves, membre de la Comissió Executiva Nacional de la Federació de CiU del 2004 ençà i diputada a les eleccions al Parlament de Catalunya de 2006 i 2010.
El 22 de juliol de 2014 torna al Parlament de Catalunya, en substitució del fins ara diputat de CiU Oriol Pujol.
El 12 de juliol de 2015 es desvincula d'Unió Democràtica de Catalunya i s'afillia al nou partit Demòcrates de Catalunya, juntament amb altres companys que també deixen UDC.
El 30 de juliol de 2015 és designada diputada al Parlament de Catalunya en el número 35, en la candidatura de confluència "Junts pel Sí" per a les eleccions del 27 de setembre a la Generalitat de Catalunya. Des del 7 de novembre del 2015 forma part del Consell Nacional de Demòcrates de Catalunya.
Durant la primera onada de la Covid no va dubtar a demanar permís a la mesa del Parlament per poder treballar de nou com a infermera, i així ho va fer a l’hospital Sant Joan de Déu.